# J.F. Møller
Johan Frederik Møller (20. august 1797 i Helsingør – 14. oktober 1871 i København) var en dansk maler. J.F. Møller var far til Johan Christian Møller, chef for Hærens Lægekorps og fra 1895 generallæge.
J.F. Møller blev uddannet fuldmægtig på herredskontoret i Aarhus; og 1824 uddannet som portrætmaler på Kunstakademiet i København.
J.F. Møller har ikke frembragt betydelige kunstværker, han bebrejdedes af samtidige, at hans portrætter manglede åndeligt indhold. Møller har blandt andet portrætteret H.C. Andersen. Han virkede i 1844 som daguerreotypist i Helsingør og i 1850 som fotograf, både i Helsingør og København.
Han er begravet på Assistens Kirkegård.

## Værker
Oliemalerier:
- Arveprins Ferdinand (1830, Det Nationalhistoriske Museum på Frederiksborg Slot, udstillet 1830)
- Sangerinden Boline Krag (1833, Det Kongelige Teater)
- Fabrikant Jacob Holm og familie (1834, udstillet 1835, familieeje?)
- Frederik VII som prins i fynske infanteriregiments uniform (1836, Jægerspris Slot)
- Skovløberhus i Dyrehaven (1854, Frederiksborgmuseet)
- Sangerinden Christine Zrza (Teatermuseet i Hofteatret)

Tegninger:
- Skuespilleren N.P. Nielsen (1830, Frederiksborgmuseet)
- Adam Oehlenschläger (1830, Frederiksborgmuseet)
- Henriette Pätges, Johanne Luise Heibergs mor, (1841, Teatermuseet)
- H.C. Andersen (tegnet i London 1847, foræret af Andersen til en beundrerinde på rejsen, kun kendt gennem et litografi)
- Ødammen med badstuen ved Frederiksborg (akvarel 1855, Frederiksborgmuseet)

Litografier:
- Udsigt ved Aarhus (1827)
- Prinsesserne Caroline [kan være enten Arveprinsesse Caroline eller Caroline Amalie af Augustenborg, red.] og Vilhelmine (1828)
- Biskop Rasmus Møller

## Note
1. ↑  72 (Dansk biografisk Lexikon / XII. Bind. Münch – Peirup)